# Патриція Чофі
Патриція Чофі (італ. Patrizia Ciofi, нар. 12 листопада 1967, Казоле-д'Ельса, Італія) — італійська оперна співачка (сопрано).